# Beziehungen zwischen der Schweiz und den Vereinigten Staaten
Die Beziehungen zwischen der Schweiz und den Vereinigten Staaten sind gekennzeichnet durch die sehr unterschiedliche Grösse der beiden Länder.

## Geschichte der diplomatischen Beziehungen

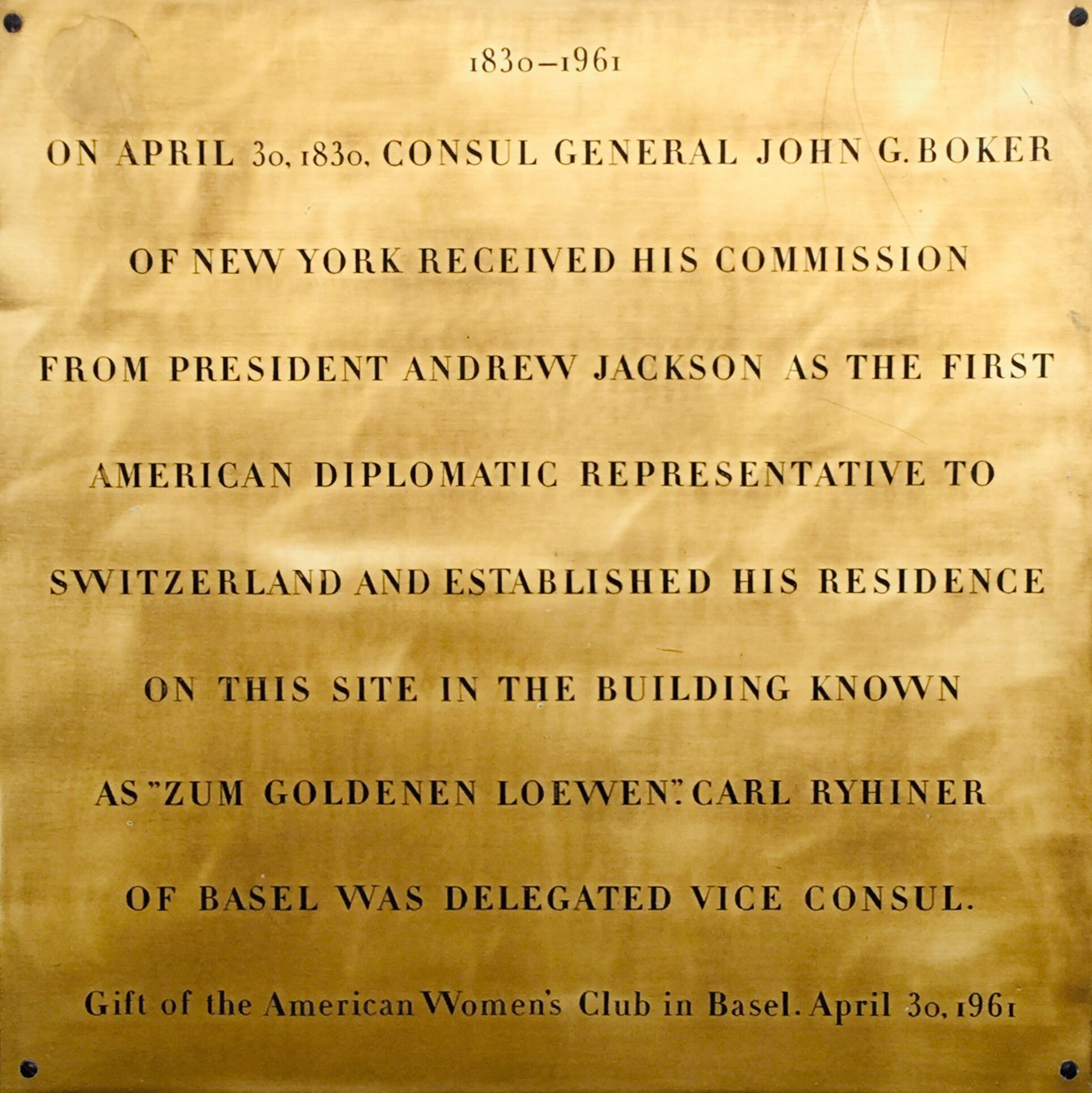
Erinnerungsplakette zur ersten diplomatischen Vertretung der Vereinigten Staaten in der Schweiz in Basel

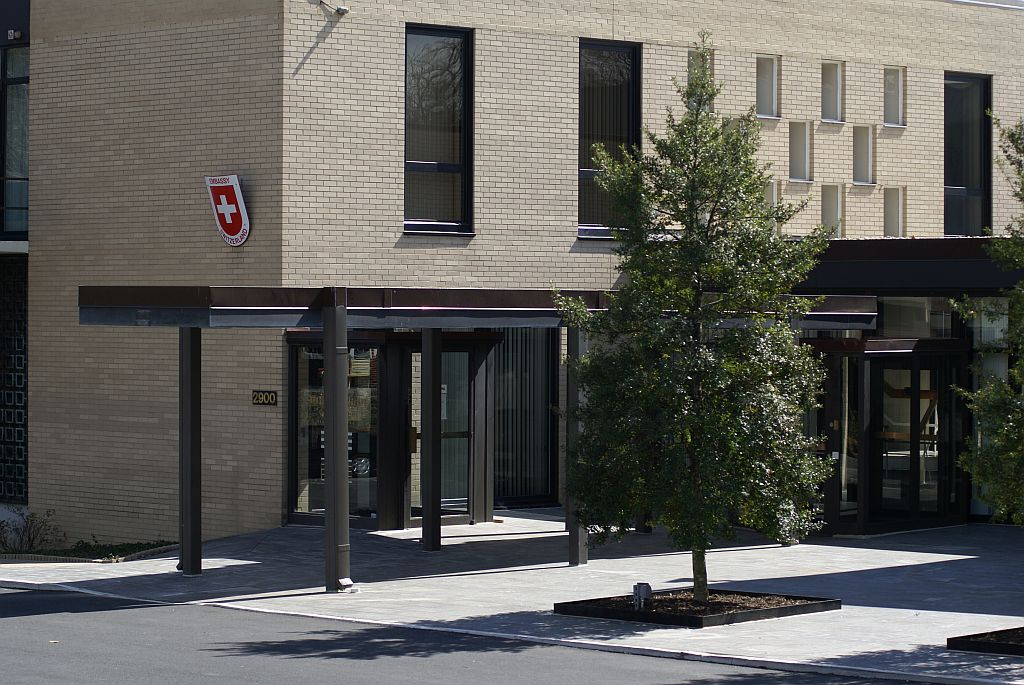
Schweizer Botschaft in Washington, D.C.

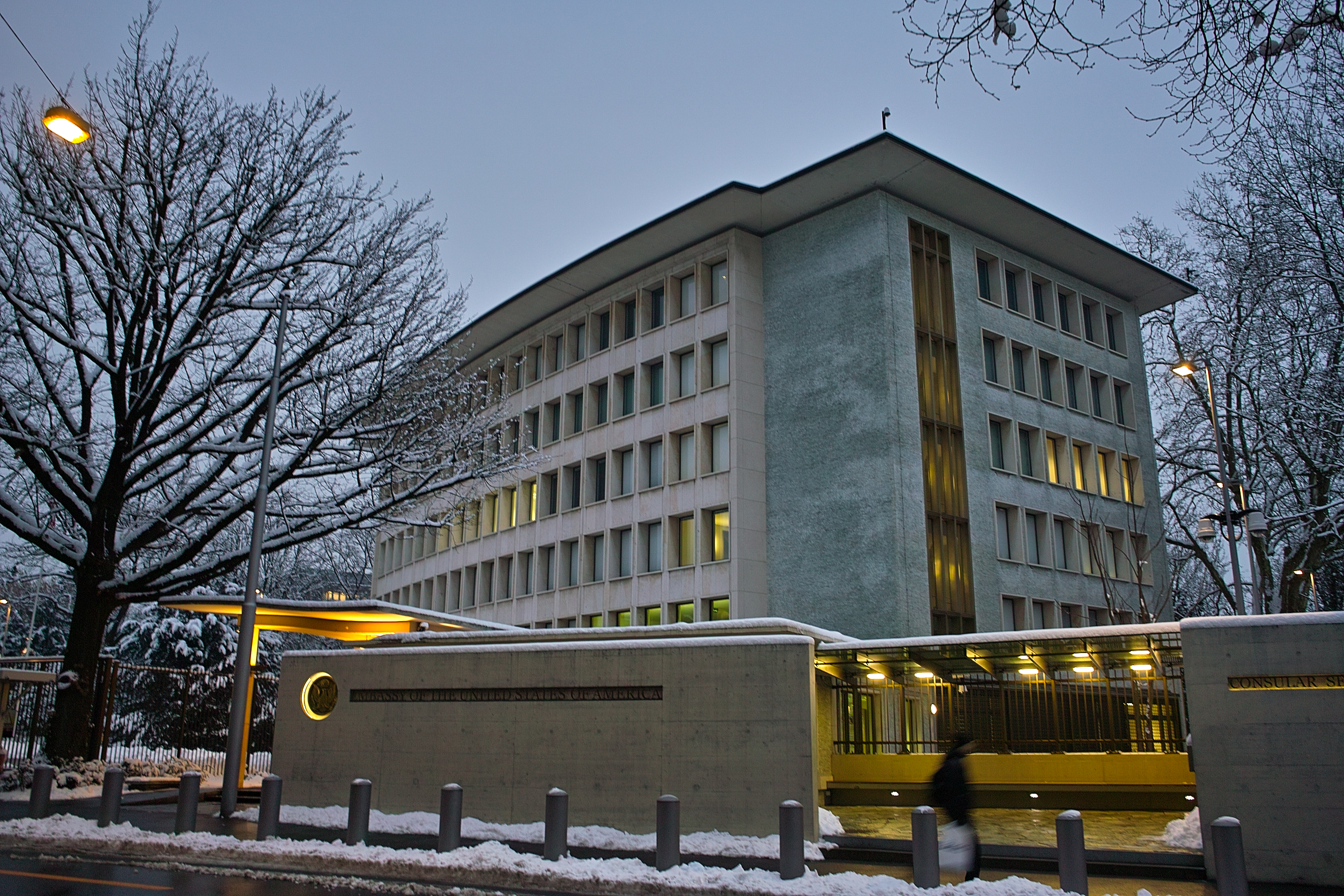
Amerikanische Botschaft in Bern

Die USA unterhalten seit 1853 eine diplomatische Vertretung in der Schweiz, die Schweiz seit 1882 in den USA. Seit dem 30. November 1829 gibt es konsularische Beziehungen. Der erste Generalkonsul der Vereinigten Staaten in der Schweiz war der deutschstämmige John Godfrey Boeker, der im Oktober 1830 seinen Dienst in Basel antrat. Umgekehrt hatte die Schweiz bereits seit 1822 konsularische Vertreter in den Vereinigten Staaten, einen in New York City und einen in Washington, D.C.
Die Schweiz ist Schutzmacht für die bilateralen Beziehungen zwischen den Vereinigten Staaten und Kuba sowie seit der Geiselnahme von Teheran für die Interessen der USA im Iran.
Der US-amerikanische Botschafter in Bern ist seit 1997 (Botschafterin Madeleine M. Kunin) auch im Fürstentum Liechtenstein akkreditiert.

## Zollpolitik 2025
Am 2. April 2025 kündigte US-Präsident Donald Trump Zölle für zahlreiche Länder an, darunter 31 Prozent für Importe aus der Schweiz. Am 9. April reduzierte Trump die Zölle für 90 Tage auf 10 Prozent. Zum 7. August 2025 sollen in den USA, anders als zuvor zwischen Unterhändlern beider Seiten vereinbart, Zölle in Höhe von 39 Prozent auf Einfuhren aus der Schweiz gelten. Die Schweiz erhebt keine Zölle auf Einfuhren aus den USA. Trump erwähnte als Begründung für seinen Schritt das bestehende Handelsbilanzdefizit zwischen den beiden Staaten.